# Radostina Chitigoi
Radostina Chitigoi (née Rangelova le 3 septembre 1978) est une ancienne joueuse bulgare de volley-ball. Elle mesure 1,88 m et jouait au poste de réceptionneuse-attaquante. Elle a totalisé 13 sélections en équipe de Bulgarie.

## Clubs
| Club                     | De        | À         |
| ------------------------ | --------- | --------- |
| Emlakbank Ankara         | 1998-1999 | 1998-1999 |
| 75. Yıl Deniz Nakliyat   | 1999-2000 | 2000-2001 |
| Kocaelispor İzmit        | 2001-2002 | 2002-2003 |
| Eczacıbaşı İstanbul      | 2003-2004 | 2003-2004 |
| Dinamo Bucarest          | 2004-2005 | 2005-2006 |
| Beşiktaş İstanbul        | 2006-2007 | 2006-2007 |
| Minerva Volley           | 2007-2008 | 2007-2008 |
| CV 2004 Tomis Constanţa  | 2008-2009 | 2008-2009 |
| Dinamo Romprest Bucarest | 2009-2010 | 2010-2011 |
| CSU Medicina Târgu Mureș | 2011-2012 | 2011-2012 |

## Palmarès
- Championnat de Roumanie
  - Finaliste : 2009.